# Franz Overbeck
 (avril 2024).
Pour les articles homonymes, voir Overbeck.
Franz Camille Overbeck, né le 16 novembre 1837 à Saint-Pétersbourg et mort le 26 juin 1905 à Bâle), est un professeur de théologie protestante et historien des religions allemand. Il publia peu de son vivant et demeura un outsider parmi ses collègues à cause de ses positions critiques sur la théologie. Il est surtout connu pour avoir été l'ami de Friedrich Nietzsche avec qui il échangea une abondante correspondance.

## Biographie

### Famille et études
Overbeck était le fils d'un commerçant anglo-germanique Franz Heinrich Herrmann Overbeck, et de son épouse, Jeanne-Camille Cerclet, une Française née à Saint-Pétersbourg. Son éducation fut humaniste et européenne. Son enfance et sa jeunesse se déroulèrent à Saint-Pétersbourg, à Paris (de 1846 à 1848) puis à Dresde à partir de 1850. À cause de ses origines diverses, Overbeck maîtrisait couramment plusieurs langues européennes importantes.
De 1856 à 1864, Overbeck étudia la théologie protestante à Leipzig. à Göttingen, à Berlin et à Iéna. À Göttingen, Overbeck devient membre de la Burschenschaft Hannovera (de), ce qui lui permet de se lier d'amitié avec Wolfgang Helbig et Heinrich von Treitschke. Dès le début, de par ses professeurs et dans la lignée des travaux de Baur sur les origines du christianisme, Overbeck se positionna de façon critique vis-à-vis de la théologie officielle. Il devint en 1859 docteur en philosophie. Son travail d'habilitation en théologie, qui portait sur Hippolyte de Rome, fut achevé en 1864. Il enseigna alors comme Privatdozent (professeur extraordinaire) à Iéna.
En 1876, Overbeck épousa une Suissesse, Ida Rothpletz. La même année, il fut recteur de son université.

### Professeur à Bâle
En 1870, il devint  professeur de Nouveau Testament et d'histoire du christianisme ancien à Bâle. Il habita jusqu'en 1875 dans la même maison que son collègue Friedrich Nietzsche. Les deux nouèrent alors une amitié durable qui fut mutuellement fructueuse.
En 1873, il publie son œuvre la plus importante Über die Christlichkeit unserer heutigen Theologie (« À propos du caractère chrétien de notre théologie actuelle »). Il y affirmait que le christianisme tel qu'il s'était développé dans l'histoire, depuis les Pères de l'Église qui en étaient les fondateurs, n'avait rien à voir avec le contenu originel de la prédication de Jésus-Christ, et qu'il en était tout autrement d'ailleurs. L'authentique christianisme originel (Urchristentum)  se trouvait en opposition à toute idée de l'histoire, de la culture ou de la science. Il ne relevait d'aucune de ces catégories. De sorte que toute théologie chrétienne était impossible et impensable.
Overbeck critiquait donc dans son livre aussi bien la théologie conservatrice à la finalité apologétique, un dogmatisme qui reposait sur les énoncés d'un credo à professer aveuglément, que la théologie libérale qui affirmait que l'on pouvait concilier foi et connaissance. Les deux options trahissaient pour Overbeck l'essence du christianisme qui excluait toute idée de savoir.

#### Le critique de David Strauss
Il avait trouvé l'occasion de ce livre dans la parution de l'ouvrage Von alten and neuen Glaube (« L'Ancienne et la Nouvelle Foi »,  1872) de David Strauss, le célèbre auteur d'une controversée Vie de Jésus qui avait fait scandale en son temps, ainsi que de celui de Paul de Lagarde, Über das Verhältniss des deutschen Staates zu Theologie, Kirche und Religion (« La Relation de l'État allemand à la théologie, à l’Église et à la religion », 1873). Les deux ouvrages constituaient pour Overbeck une tentative d'édifier  une « religion (chrétienne) moderne » à l'aide de la théologie. Or, il estimait cela impossible et infaisable. Dans la préface à la seconde édition de son livre, en 1903, il renouvela cette critique en la dirigeant cette fois contre le plus fameux théologien du moment, Adolf von Harnack, dont l'œuvre célèbre L'Essence du christianisme, venait de paraître. Pour Overbeck, ce livre « témoignait bien plus profondément du caractère inessentiel du christianisme que de son essence ! »
Avec un tel livre, Overbeck savait qu'il avait perdu toute chance d'obtenir une chaire en Allemagne. Il resta par conséquent à Bâle. Pendant des décennies il enseigna le même cours d'introduction à ses étudiants. Il ne parlait jamais en cours de ses thèses provocatrices. D'après certains témoignages, il le fit pour protéger ses étudiants.

#### LeDictionnaire ecclésiatique
En privé, il s'attela à rédiger de nombreuses notes en vue d'un Kirchenlexikon (« Dictionnaire ecclésiastique »). Ces notes consistaient en des remarques, des réflexions et une indexation commentée de livres, principalement à l'occasion d'événements théologiques, mais aussi politiques, culturels, philosophiques ou personnels.
Le but de cette somme était d'arriver au seul but qu'Overbeck estimait possible pour une théologie scientifique : bâtir une histoire profane de l’Église. Qu'une telle entreprise ne puisse pas servir à expliquer ou même à faire comprendre le christianisme, mais au contraire aboutisse à sa destruction, Overbeck en était pleinement conscient. Il s'agissait même du dilemme essentiel auquel tout théologien était confronté selon lui  et qu'il voulait mettre en lumière : une « théologie chrétienne » était impossible !
En 1919, son disciple C.A. Bernoulli publia à titre posthume une sélection de ces notes sous le titre Christentum und Kultur (« Christianisme et Culture »). La parution de cet ouvrage relança l'influence d'Overbeck. C'est notamment à la lecture de ce livre que le théologien Karl Barth réécrivit son commentaire de l'Épître aux Romains paru en 1918 et inaugura la Théologie dialectique. En 1920, Barth prononça une conférence intitulée Unerledigte Anfrangen an die heutigen Theologen (« Questions en suspens pour les théologiens d'aujourd'hui ») où il analysait la pensée d'Overbeck, expliquait son importance décisive et cherchait à surmonter le défi qu'elle représentait pour toute théologie actuelle et future. On raconte aussi que c'est à la lecture de Christentum und Kultur que Heidegger abandonna la théologie pour la philosophie.

### Amitié avec Nietzsche
Le livre Christlichkeit unserer heutigen Theologie (« Le christianisme de notre théologie actuelle ») parut en même temps que les Considérations inactuelles de Nietzsche (ouvrage aussi dirigé contre David Strauss). L'œuvre d'Overbeck ne suscita pas autant de réactions que celle de son collègue — quoique les deux ouvrages fussent semblablement « inactuels ». Les deux amis étaient d'accord sur leurs thèses fondamentales. On peut retrouver l'influence d'Overbeck dans l'œuvre de Nietzsche jusque dans L'Antéchrist. En sens contraire, Overbeck devait avoir profité de ses entretiens avec le philosophe.
L'amitié personnelle avec Friedrich Nietzsche continua après la retraite que ce dernier prit en 1879 et jusqu'à son effondrement psychique en 1889. Ils échangèrent durant ces années une correspondance animée. De 1889 à sa mort en avril 1897, Franziska Nietzsche (de), la mère de Friedrich, lui écrivit régulièrement pour lui parler de son fils. 
Le 6 janvier 1889, Nietzsche, qui venait de perdre l'esprit, envoya de Turin une lettre à Jacob Burckhardt qui inquiéta ce dernier et l'amena à alerter Overbeck. Celui-ci reçut aussi une lettre dépourvue de sens. Il partit le jour même pour Turin et mit le pauvre Nietzsche et ses manuscrits en sécurité. Peu avant son décès en 1900, Nietzsche manifesta encore sa sympathie pour Overbeck.
Overbeck estima nécessaire, afin de témoigner de son indéfectible amitié et sincérité pour Nietzsche de refuser l'héroïsation et la transfiguration, qui commençaient à s'élaborer, de la figure du philosophe décédé et de ses œuvres, sous la houlette de sa sœur, Elisabeth Förster-Nietzsche. Il se distancia nettement de cette littérature. Dans ses lettres et dans des remarques faites en privé, il mit en garde contre toutes les légendes qui se forgeaient, et contre les manipulations de la pensée de Nietzsche qu'élaborait Elisabeth Förster-Nietzsche. Bien que devenu âgé et de santé chancelante, il fit pourtant paraître une dénonciation publique de ces agissements. Il refusa aussi de se céder à Elisabeth les lettres qu'il avait reçues de Nietzsche. Comme il a été établi plus tard, Elisabeth Förster-Nietzsche avait modifié la correspondance de son défunt frère avec d'autres amis moins méfiants.
Grâce à son amitié avec Nietzsche, Overbeck avait fait la connaissance du philosophe Erwin Rohde. Les deux hommes avaient appris à s'apprécier. De sorte que, même si Rohde et Nietzsche s'éloignèrent ensuite l'un de l'autre et s'opposèrent mutuellement dans leur correspondance, Overbeck fut le parrain du fils de Rohde.

## Œuvres
Franz Overbeck, Werke und Nachlaß (Metzler, Stuttgart, 1994ff.,  (ISBN 3-476-01210-7)) :
Band 1 : Schriften bis 1873
- Ueber die Anfänge des Mönchthums (1867)
- Ueber έν ομοιώματι σαρκός αμαρτίας Röm. 8,3 (1869)
- Ueber Entstehung und Recht einer rein historischen Betrachtung der Neutestamentlichen Schriften in der Theologie (1871)
- Ueber das Verhältniss Justins des Märtyrers zur Apostelgeschichte (1872)
- Ueber die Christlichkeit unserer heutigen Theologie (1873/²1903)

Band 2: Schriften bis 1880
- Studien zur Geschichte der alten Kirche (1875)
- Ueber die Auffassung des Streits des Paulus mit Petrus in Antiochien (Gal. 2, 11ff.) bei den Kirchenvätern (1877)
- Aus dem Briefwechsel des Augustin mit Hieronymus (1879)
- Zur Geschichte des Kanons (1880)

Band 3: Schriften bis 1898 und Rezensionen (noch nicht erschienen) 
Band 4: Kirchenlexikon A-I 
Band 5: Kirchenlexikon J-Z 
Band 6: Kirchenlexikon / Materialien
Band 6.1: Christentum und Kultur (kritische Ausgabe des 1919 von C. A. Bernoulli kompilierten Nachlassmaterials) 
Band 6.2: Kirchenlexikon Gesamtregister
Band 7: Autobiographisches
Band 7.1: „Mich selbst betreffend“ 
Band 7.2: „Meine Freunde Treitschke, Nietzsche und Rohde“ 
Band 8: Ausgewählte Briefe (noch nicht erschienen) 
Band 9: Aus den Vorlesungen zur Geschichte der Alten Kirche bis zum Konzil von Nicaea 325 n. Chr.
Correspondance :
- Katrin Meyer/Barbara von Reibnitz (Hrsg.): Friedrich Nietzsche / Franz und Ida Overbeck: Briefwechsel. Metzler, Stuttgart 1999,  (ISBN 3-476-01617-X)

- Andreas Patzer (Hrsg.): Franz Overbeck, Erwin Rohde : Briefwechsel. de Gruyter, Berlin et New York 1999,  (ISBN 3-11-011895-5) (Supplementa Nietzscheana, Bd. 1)

- Niklaus Peter / Andreas Urs Sommer (Hrsg.): Franz Overbecks Briefwechsel mit Paul de Lagarde, in: Zeitschrift für Neuere Theologiegeschichte 3 (1996), 127-171

- David Marc Hoffmann (Hrsg.): Franz Overbeck, Heinrich Köselitz (Peter Gast): Briefwechsel de Gruyter, Berlin und New York 1990,  (ISBN 3-11-013023-8) (Supplementa Nietzscheana, Bd. 3)

#### Overbeck et Nietzsche
- Souvenirs sur Friedrich Nietzsche  (trad. de l'allemand), Paris, Allia, 1999, 3e éd., 64 p. (ISBN 2844850014, lire en ligne)
- Franziska Nietzsche (de) (trad. Guillaume Ollendorff), Lettres de Franziska Nietzsche à Franz Overbeck précédées [p. 15-26] des Billets de la folie de Friedrich Nietzsche, Paris, Bouquins, coll. « Document  », 2023, 368 p. (ISBN 978-2-382-92427-3)
- Carl Albrecht Bernoulli (de) : Franz Overbeck und Friedrich Nietzsche. Eine Freundschaft (Diederichs, Jena 1908)
- Hermann-Peter Eberlein : Flamme bin ich sicherlich! Friedrich Nietzsche, Franz Overbeck und ihre Freunde (Schmidt von Schwind, Cologne 1999,  (ISBN 3-932050-15-0))
- Andreas Urs Sommer : Der Geist der Historie und das Ende des Christentums. Zur "Waffengenossenschaft" von Friedrich Nietzsche und Franz Overbeck (Akademie-Verlag, Berlin 1997,  (ISBN 3-05-003112-3))